# À l'aube de l'histoire
À l'aube de l'histoire (titre original : Encounter in the Dawn ou Encounter at Dawn ou Expedition to Earth) est une nouvelle de science-fiction écrite par Arthur C. Clarke, publiée pour la première fois dans Amazing Stories en 1953. Le début du roman 2001 : L'Odyssée de l'espace est inspiré de cette nouvelle (ainsi que de La Sentinelle). La nouvelle est parue en français pour la première fois en 1979, puis une nouvelle fois sous le titre L'Homme et les Dieux en 1983 puis sous le titre Rencontre à l'aube... en 2001.

## Publication en français
- À l'aube de l'histoire, dans L'Étoile, J'ai lu, 1979, trad. Iawa Tate  (ISBN 2-277-11966-0)
- L'Homme et les Dieux, dans Histoires d'envahisseurs, Le Livre de poche, coll. « La Grande Anthologie de la science-fiction », 1983, trad. Paul Hebert  (ISBN 2-253-03149-6)
- Rencontre à l'aube..., dans 2001 - 3001 : les odyssées de l'espace, Omnibus, 2001, trad. Iawa Tate  (ISBN 2-258-05559-8)
- Rencontre à l'aube..., dans Rencontre à l'aube… (suivi de) Campagne publicitaire (suivi de) Pas de lendemain, Bragelonne, 2014, trad. Iawa Tate, eBook  (ISBN 978-2-8205-1768-5)
- Rencontre à l'aube..., dans Odyssées : L’Intégrale des nouvelles, Bragelonne, 2016, trad. Iawa Tate révisée par Tom Clegg  (ISBN 978-2-35294-684-7)